# Ctenidium campylophylloides
Ctenidium campylophylloides là một loài Rêu trong họ Hypnaceae. Loài này được Ando & N. Nishim. mô tả khoa học đầu tiên năm 1979.